# Административно деление на Бразилия
Бразилия е федерация съставена от неразривния съюз на 26 щата, един Федерален окръг и общини. Щатите и общините имат характер на публични юридически лица, като правата и задълженията им са определени в Бразилската Конституция от 1988 година. Те имат собствена администрация и право на самоуправление и самоорганизация - избират своите управляващи органи и без намесата на други общини, щати или на федералните власти. За да гарантира местното самоуправление, Федералната конституция определя кои данъци могат да бъдат събирани от всяка една федерална единица и начина, по който средствата се разпределят между тях. Щатите и общините, въз основа на изразеното чрез избори желание на своите граждани, могат да се разделят или обединяват помежду си, но не и да напускат федерацията.
Федералните единици са групирани в пет административни региона: Централно-западен, Североизточен, Северен, Югоизточен и Южен. Това разделение има формален характер и първоначално е въведено през 1969 година по предложение на Бразилския институт по география и статистика (IBGE). То отчита само природните дадености, като климат, релефа, растителност и хидрография, поради което регионите се наричат и „естествените региони на Бразилия“. Регионите нямат собствена администрация и не се ползват с политическа автономия.

## Региони
Регионите на Бразилия (също и макрорегиони) е деление, което има юридически характер, предложен от Бразилския институт по география и статистика (IBGE) през 1969 година. IBGE се основава единствено на природните дадености при разделението на страната като климата, релефа, растителността и хидрографията; поради тази причина, регионите са известни също като „природните региони на Бразилия“. Изключение прави Югоизточният регион, който е създаден, вземайки предвид човешките аспекти (промишлено и градско развитие).

## Федеративни единици
Федеративни единици на Бразилия са поднационални автономни единици (със самоуправление и собствено законодателство) имащи свое собствено правителство и конституция, които заедно образуват Федеративна република Бразилия. Днес страната е политически и административно разделена на 27 федеративни единици – 26 щата и един федерален окръг. Изпълнителната власт се осъществява от губернатор избиран на всеки 4 години. Съдебната власт се упражнява от междущатски съдилища на първа и втора инстанция, които съблюдават за всеобща справедливост. Федералният окръг има почти същите функции на щатите и общините. За разлика от щатите обаче, не може да бъде разделен на общини. От друга страна, може да събира данъци, функция присъща както на щатите, така и на общините.

## Мезорегиони
Мезорегионите в Бразилия са подразделение на бразилските щати, в който влизат няколко общини от дадена географска област с икономически и социални прилики. Това деление е създадено от IBGE и се използва за статистически цели и следователно не е политическа или административна единица.

## Микрорегиони
Микрорегионите в Бразилия според Конституцията от 1988 г., е група от съседни общини. Целта му е да интегрира организацията, планирането и изпълнението на обществени функции от общ интерес.
Все пак малцина са микрорегионите, придържащи се към тази дефиниция; следователно терминът е много по-добре познат от практическото му използване от IBGE, за статистически цели и въз основа на икономически и социални сходства разделя различните щати на бразилската федерация в микрорегиони.

## Общини (градове)
Общините в Бразилия са най-малките самостоятелни политически единици, от които се състои бразилската федерация.

## Окръзи
Окръзите в Бразилия са райони на които се делят общините, които от своя страна се делят на квартали. Окръзите трябва да имат нотариални кантори за гражданска регистрация и в по-големите градове могат да имат подпрефектури (подкметства) или регионални администрации. Окръзите, в бразилското законодателство са наследници на някогашните фрегесии (по подобие на енориите) по времето на колониална Бразилия; това деление все още присъства в териториалното деление в португалската конституция.

## Квартали
Кварталите в Бразилия са градски райони на общините, чиято роля е единствено за местоположение, без да имат конкретни административни функции. Някои общини определят териториалната дефиниция на границите, докато в други се определя от народната употреба.

## Други деления
- Подразделения на щатите в Бразилия
- Градски агломерации в Бразилия
- Селски общности в Бразилия
- Метрополисни региони в Бразилия
- Федерални територии на Бразилия

### Геоикономическо деление
През 1967 г. географът Педру Пиншас Гайгер предлага регионално деление на Бразилия в три геоикономически региона или регионални комплекси. Това разделяне се основава на историко-икономическите характеристики на Бразилия.